# Fausto Canel
Fausto Canel (L'Havana, 1939) és un director de cinema cubà. Es va interessar pel cinema de ben jovenet als cursos de l'Escola d'Estiu de la Universitat de l'Havana, i a l'ICAIC. Del 1959 al 1967 va treballar com a assistent de director a Sexto Aniversario i Las doce sillas i com a director dels documentals El tomate, Carnaval, Cooperativas agropecuarias i Torrens, el 1960; Cómo nace un periódico, ei 1961, Hemingway el 1962 i Pesca, el 1963.
El 1965 va estrenar el seu primer llargmetratge, Desarraigo, on tracta les relacions de parella i la inadaptació de l'individu, que va participar en la selecció oficial del Festival Internacional de Cinema de Sant Sebastià 1965.
Des del 1968 es va instal·lar a París, on va dirigir documentals per la televisió francesa com Patchwork (1969), Journal de Madrid (1973) i Transcontinental a la dérive (1975). El 1977 es va instal·lar a Espanya, on hi va viure deu anys i hi va dirigir el curtmetratge Espera, protagonitzat per Héctor Alterio i Cipe Lincovski, i el llargmetratge hispano-britànic Power Game (1982), protagonitzat per Jon Finch i Lautaro Murúa.
Des del 1987 es va establir als Estats Units, on va dirigir el documental Campo minado sobre el retorn de la democràcia als països del con sud de Llatinoamèrica. El 1991 va publicar la novel·la autobiogràfica Ni tiempo para pedir auxilio. Resideix a Miami, on treball per l'emissora anticastrista TV Martí.

## Filmografia
- El tomate. Documental. 1960
- Carnaval. Documental. 1960
- Cooperativas agropecuarias. Documental. 1960
- Torrens, en 1960;
- Cómo nace un periódico. Nota de la Enciclopedia Popular. 1961
- Hemingway. Documental. 1962
- Pesca. Documental. 1963.
- El final. Curtmetratge de ficció.. 1965
- Desarraigo. Llargmetratge de ficció. 1965
- Papeles son papeles. Llargmetratge de ficció. 1966.
- Patchwork. Documental. 1969. (TV francesa)
- Journal de Madrid. Documental.1973. (TV francesa)
- Transcontinental a la dérive. Migmetratge de ficció.1975. (França)
- Espera. Curtmetratge de ficció. (Espanya)
- Power Game. Llargmetratge de ficció. Coproducció hispano-britànica.1982
- Campo minado. Documental. (EEUU)

## Llibres
- Ni tiempo para pedir auxilio (1991)
- Dire Straits (2013)
- Sin pedir permiso (2014)
- Revólver (2018)